# Triaenodes corallinus
Triaenodes corallinus är en nattsländeart som beskrevs av Douglas E. Kimmins 1962. Triaenodes corallinus ingår i släktet Triaenodes och familjen långhornssländor. Inga underarter finns listade i Catalogue of Life.